# Rhinusa linariae
Rhinusa linariae ist eine Käfer-Art aus der Familie der Rüsselkäfer.

## Merkmale
Die Käfer werden 2,5 bis 3,5 mm groß und besitzen eine konvexe Gestalt. Ihr schwarzer Körper ist mit weißgrauen Härchen bedeckt. Der Halsschild ist breiter als lang, die größte Breite liegt mittig. Der Rüssel (Rostrum) ist auffallend stark gebogen.

## Verbreitung
Rhinusa linariae ist in Europa heimisch. Im Norden reicht ihr Vorkommen bis in den Süden von Fennoskandinavien, im Osten  bis nach Zentral- und Südrussland. Die Käferart gilt als ein mögliches Mittel zur biologischen Schädlingsbekämpfung der in Nordamerika eingeschleppten Leinkräuter. Seit 1995 gibt es Versuche, die Art in Nordamerika anzusiedeln.

## Lebensweise
Man findet die Käfer an verschiedenen Leinkräutern (Linaria) wie dem Echten Leinkraut (Linaria vulgaris), dem Streifen-Leinkraut (Linaria repens), Linaria saxatilis und Linaria loeselii. Die überwinternden Käfer beobachtet man ab Ende April / Anfang Mai. Die Eiablage findet zwischen Mitte Mai und Mitte Juli statt. Die Weibchen bringen im Wurzelwerk der Wirtspflanzen Löcher an, in welche sie ihre Eier ablegen. Die Larven, die drei Stadien durchlaufen, entwickeln sich in den Wurzeln, wobei diese Gallen ausbilden. Die Larven verpuppen sich schließlich in den Gallen. Ende August verlassen die fertigen Käfer die Wurzeln.

## Gefährdung
Die Art wird in Deutschland auf der Vorwarnliste der Roten Liste geführt.

## Taxonomie
In der Literatur finden sich folgende Synonyme:
- Curculio linariae Panzer, 1792
- Gymnetron linariae (Panzer, 1792)